# حران، معره النعمان
حران (به عربی: حران) یک روستا در سوریه است که در ناحیه مرکزی معره‌النعمان واقع شده‌است. حران ۴۵۶ نفر جمعیت دارد.